# Olle Myrberg
Olle Mikael Myrberg, ursprungligen Söderberg, född 30 april 1953 i Bromma, är en svensk barnskådespelare.
Myrberg medverkade i ungdomsserien Kullamannen (1967), som Kaj och berättarröst. Han var med i pjäsen Rosenkranz och Gyldenstern går åt (1968) på Dramaten.
Olle Myrberg är son till Hans Söderberg och Barbro Myrberg, styvson till Per Myrberg och äldre halvbror till Fredrik Myrberg.

## Filmografi
- 1967 – Kullamannen (TV-serie)
- 1978 – Lyftet
- 1981 – Tolvan II (kortfilm)